# Schiffer Ernő
Schiffer Ernő (Námesztó, 1893 – Budapest, 1951. december 20.) radiológus, kórházi főorvos, egyetemi magántanár.

## Életpályája
Schiffer Jónás (1851–1934) és Haász Jenny (1869–1945) fiaként született zsidó családban. Az első világháborúban az orosz fronton szolgált, ahol egy egészségügyi egységet vezetett. Felsőfokú tanulmányait a Budapesti Tudományegyetem Orvostudományi Karán végezte, ahol 1918-ban avatták orvosdoktorrá. Ezt követően az I. sz. Belgyógyászati Klinikán dolgozott Bálint Rezső mellett, majd két évet Guido Holzknecht bécsi radiológiai intézetében töltött. Hazatérése után a Pajor Szanatórium röntgenorvosa lett. A második világháború elején családjával kikeresztelkedett az unitárius vallásra. Az ország német megszállását követően Raoul Wallenberg segítségével menleveleket szerzett családjának. 1944 nyarán munkaszolgálatra vitték. 1944 októberében a családja rövid időre egy svéd követségi védelem alatt álló házban talált menedéket, majd visszatértek a Katona József utca 23/a alatti lakásukba. Ernőt munkaszolgálatosként Németország felé meneteltették, de egy nap egyszerűen elsétált tőlük, és gyalogosan átkelt a Dunán, majd visszatért Budapestre, ahol újból egyesült családjával. 1945 januárjáig, a város felszabadulásáig a lakásban maradtak.
1947-ben a budapesti Pázmány Péter Tudományegyetem Orvostudományi Karán a hasi szervek röntgendiagnosztikája című tárgykörből magántanári képesítést szerzett. 1949-től haláláig a Szent Rókus Kórházban dolgozott mint röntgenfőorvos. Halálát húgyvérűség és vesegyulladás okozta.
Felesége Tornai Erzsébet, akivel 1928. július 30-án Mohácson kötött házasságot. Gyermekeik: Schiffer János, John P. Schiffer (1930–2022) atomfizikus, egyetemi tanár és Schiffer Éva (1933).

## Művei
- Urológiai röntgendiagnosztika (Budapest, 1950)
- Röntgendiagnosticai lehetőségek acut hasi catastropháknál. (Orvosi Hetilap, 1951, 22)

## Díjai, elismerései
- Vöröskereszt hadiékítményes II. osztályú díszjelvénye (1917)